# Karl A. Grönwall
Karl Anders Axel Grönwall, född 27 februari 1869 i Ystad, död 12 mars 1944 i Lund, var en svensk geolog och paleontolog.
Grönwall blev filosofie doktor i Lund 1897 på avhandlingen Öfversigt af Skånes yngre öfversiluriska bildningar, tjänstgjorde 1893 som extra geolog vid Sveriges geologiska undersökning (SGU) och hade 1896-1910 anställning vid mineralogiska museet i Köpenhamn och vid Danmarks geologiske undersøgelse (DGU) samt utnämndes 1910 till statsgeolog vid SGU och 1917 till professor i geologi och paleontologi vid Lunds universitet. Han var inspektor för Ystads nation 1918–1926. Grönwall blev ledamot av Fysiografiska sällskapet i Lund 1917. Tillsammans med Otto Gertz utgav han reviderade upplagor av Anders Hennigs ”Lärobok i geologi”.